# Wren Blair
Pour les articles homonymes, voir Blair.
Wren Blair (né le 2 octobre 1925 à Lindsay, dans la province de l'Ontario au Canada — mort le 2 janvier 2013 à Oshawa, dans la province de l'Ontario au Canada) est un entraîneur et un dirigeant canadien de hockey sur glace.

## Biographie
Wren Blair commence sa carrière de directeur général avec les Dunlops de Whitby. En 1957, pour sa première saison au plus haut niveau du hockey amateur canadien, l'équipe remporte la Coupe Allan remis au champions amateur du pays. Représentants le Canada, Blair et les Dunlops, qui comptent entre autres Harry Sinden et Sid Smith dans l'équipe, s'imposent au championnat du monde 1958 disputé en Norvège. De retour au Canada, les Dunlops remportent à nouveau la Coupe Allan en 1959. Lors des Jeux olympiques d'hiver de 1960, Blair sert en tant que coordinateur de la sélection canadienne, représentée par les Dutchmen de Kitchener-Waterloo, mais quitte l'équipe avant la fin du tournoi, les Canadiens gagnant éventuellement la médaille d'argent.
Précédant le début de la saison 1960-1961, Blair est nommé entraîneur et directeur général des Frontenacs de Kingston de l'Eastern Professional Hockey League (souvent désigné par le sigle EPHL), un club-école des Bruins de Boston de la Ligue nationale de hockey (souvent désigné par le sigle LNH). L'équipe se classe quatrième lors de la saison régulière et est éliminée en première ronde des séries éliminatoires. L'année suivante, les Frontenacs terminent deuxième, puis atteignent la finale où ils s'inclinent face aux Canadiens de Hull-Ottawa. En 1962-1963, Kingston termine premier, puis s'adjuge le Trophée Tom Foley en dominant en finale les Wolves de Sudbury quatre victoires à une.

## Statistiques
| Saison    | Équipe                   | Ligue |    | PJ | V  | D  | N    | % V                           |  | Séries éliminatoires |
| 1960-1961 | Frontenacs de Kingston   | EPHL  | 70 | 29 | 33 | 8  | 47,1 | Première ronde                |  |                      |
| 1961-1962 | Frontenacs de Kingston   | EPHL  | 70 | 38 | 24 | 8  | 60   | Finale                        |  |                      |
| 1962-1963 | Frontenacs de Kingston   | EPHL  | 72 | 42 | 19 | 11 | 66   | Champion du Trophée Tom Foley |  |                      |
| 1967-1968 | North Stars du Minnesota | LNH   | 74 | 27 | 32 | 15 | 46,6 | Deuxième ronde                |  |                      |
| 1968-1969 | North Stars du Minnesota | LNH   | 41 | 12 | 20 | 9  | 40,2 | Non qualifié                  |  |                      |
| 1969-1970 | North Stars du Minnesota | LNH   | 32 | 9  | 13 | 10 | 40,2 | Remplacé en cours de saison   |  |                      |

## Trophées et honneurs personnels
- 1956-1957 : champion de la Coupe Allan en tant que directeur général des Dunlops de Whitby
- 1957-1958 : champion du monde en tant que directeur général de l'équipe du Canada
- 1958-1959 : champion de la Coupe Allan en tant que directeur général des Dunlops de Whitby
- 1962-1963 : champion du Trophée Tom Foley en tant qu'entraîneur-chef des Frontenacs de Kingston
- 1965-1966 : champion de la Coupe J. Ross Robertson en tant que directeur général des Generals d'Oshawa
- 1976-1977 : champion de la Coupe Turner en tant que directeur général des Gears de Saginaw
- 1980-1981 : champion de la Coupe Turner en tant que directeur général des Gears de Saginaw
- 1986 : intronisé au Oshawa Sports Hall of Fame
- 1997 : Trophée Bill Long
- 1998 : intronisé au Whitby Sports Hall of Fame
- 2007 : intronisé au Saginaw County Sports Hall of Fame